# ساموئل بیشاف
ساموئل بیشاف (انگلیسی: Samuel Bischoff; ۱۱ اوت ۱۸۹۰ – ۲۱ مهٔ ۱۹۷۵) تهیه‌کننده اهل ایالات متحده آمریکا بود.

## فیلم‌شناسی
- گوندولای برادوی
- طلا جایی است که شما آن را پیدا می کنید
- فرشتگانی با چهره‌های کثیف
- گلوله‌ای برای جوئی
- سامانه
- داستان لاس وگاس
- ماکائو
- تگزاس
- دهه پرشور بیست
- هیچ‌کس نخواهد گریخت
- کله‌پوک‌های قاتی‌پاتی